# الجبهة الوطنية لتحرير أوغادين
الجبهة الوطنية لتحرير أوغادين (بالصومالية: Jabhadda Wadaniga Xoreynta Ogaadeenya)‏ جماعة مسلحة معارضة للنظام الإثيوبي، تطالب بانفصال إقليم أوغادين عن إثيوبيا، وتعتبر أن الإقليم (الذي يصنف إقليماً خامسا حسب التقسيم الإداري الإثيوبي) أرض تحتلها إثيوبيا التي ضمت هذا الإقليم رسمياً عام 1954م. أسسها عام 1984 أفراد كانوا منخرطين في جماعات سابقة لتحرير أوغادين، سعيًا للحصول على حكم ذاتي للمنطقة. وتُعتبَر الجبهة امتداداً لجبهة تحرير الصومال الغربي (التي تشكلت عام 1960) بعد هزيمتها عام 1978 في حرب أوجادين.
شهد إقليم أوغادين عددا من الهجمات المتفرقة في إطار الصراع المديد عليه بين الحكومة الإثيوبية والمتمردين من الجبهة. وتصف حكومة إثيوبيا الجبهة بـ«المجموعة الإرهابية» و«الجناح الإرهابي التابع لجبهة التدمير بقيادة الحكومة الإيريترية»، الأمر الذي تنفيه أسمرة بشدة. وتطالب الحكومة الإثيوبية من الولايات المتحدة الأميركية إدراج الجبهة ضمن لائحة «المنظمات الإرهابية»، وهو ما ترفضه واشنطن.
وعقب اكتشاف النفط والغاز في الإقليم أكدت الجبهة في أبريل 2006 أنها لن «تتساهل» حيال أي عملية تنقيب عن النفط في منطقة أوغادين طالما «لم يتم إقرار الحق الأساسي في تقرير المصير»، وحذرت الشركات الأجنبية من الاستثمار في ولاية أوغادين والعمل مع الحكومة الإثيوبية لاستغلال مواردها الطبيعية، ودعت الشركات إلى «وقف أي التزام أساسي مع الحكومة الإثيوبية».
في أبريل 2007 شن 200 مسلح من الجبهة هجوماً على حقل نفط يعمل فيه خبراء صينيون في إقليم أوغادين مما أدى إلى مقتل 74 شخصا واختطاف سبعة من العاملين الصينيين بالموقع.
وقد اتهمت وزارة الإعلام الإثيوبية الجبهة بارتكاب «أعمال إرهابية مريعة، في إطار مؤامرة تشرف عليها الحكومة في أسمرة». وبدورها اتهمت الجبهة حكومة إثيوبيا بارتكاب ما وصفته بـ«أعمال إرهابية ضد شعب أوغادين»، وطالبت الجبهة منظمات حقوق الإنسان العالمية بالتدخل في الإقليم لوقف انتهاكات حقوق الإنسان فيه. وأعربت الولايات المتحدة والأمم المتحدة في سبتمبر 2007 عن قلقهما من الوضع الإنساني في أوغادين، وأعلنت منظمة هيومن رايتس ووتش أن كلاً من إثيوبيا والجبهة الوطنية يوقعان أضرارا بمدنيين في حربهما.

## مصدر
الجزيرة.نت